# Garnotia depressa
Garnotia depressa är en gräsart som beskrevs av John William Moore. Garnotia depressa ingår i släktet Garnotia och familjen gräs. Inga underarter finns listade i Catalogue of Life.